# Payameta
Payameta is een bestuurslaag in het regentschap Aceh Tamiang van de provincie Atjeh, Indonesië. Payameta telt 925 inwoners (volkstelling 2010).